# The Trouble with Fever
The Trouble with Fever è il quarto album in studio della cantante statunitense Michelle Branch, pubblicato nel 2022.

## Tracce
1. Closest Thing to Heaven – 3:29
2. You Got Me Where You Want Me – 3:29
3. I'm a Man – 3:01
4. Not My Lover – 3:10
5. When That Somebody Is You – 3:30
6. You – 3:34
7. Zut Alors! – 3:17
8. Fever Forever – 3:26
9. Beating on the Outside – 4:31
10. I’m Sorry – 3:38